# Veliki Vrh Kamanjski
Veliki Vrh Kamanjski is een plaats in de gemeente Kamanje in de Kroatische provincie Karlovac. De plaats telt 81 inwoners (2001).